# 拉登多夫
拉登多夫是奥地利下奥地利州米斯特尔巴赫县的一个市镇。总面积50.07平方公里，总人口2190人，人口密度43.7人/平方公里（2005年）。